# 普爾海姆巴赫河

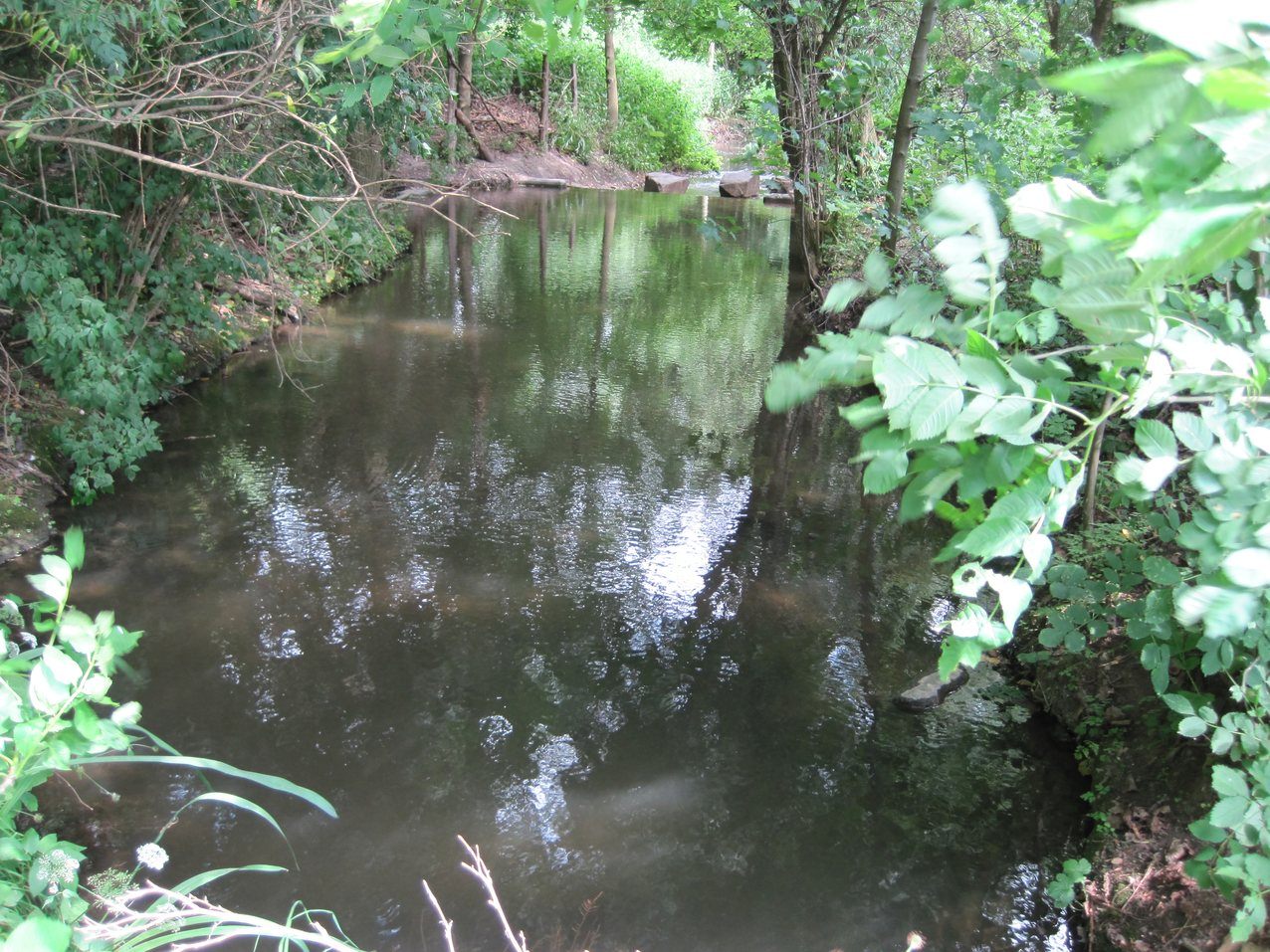

50°59′45.39″N 6°49′34.76″E / 50.9959417°N 6.8263222°E
普爾海姆巴赫河（德語：Pulheimer Bach），是德國的河流，位於該國西部，處於北萊茵-威斯特法倫州，屬於萊茵河的支流，河道全長7.8公里，流域面積17.7平方公里。